# باشگاه فوتبال شاهین بندر انزلی
شاهین بندر انزلی یکی از باشگاه‌های فوتبال گیلان می‌باشد. این باشگاه در سال ۱۳۹۳ با جذب نیروهای خبره و با تجربه و بر پایه انجام فعالیت‌های کارشناسی، تخصصی و مطالعه شده به دنبال رشد فوتبال در تمامی ابعاد آن است تا در سال‌های آتی خود را همانند باشگاه‌های بازیکن سازی همچون سپاهان و فولاد خوزستان تبدیل به خزانه‌ای در شمال کشور کند.
این تیم در فصل ۹۸–۱۳۹۷ توانست به مرحله ۱/۱۶ نهایی جام کند.

## برجسته
- بابک پورغلامی
- سهیل اصغرزاد